# Letiat juravlí
Letiat juravlí (en rus: Летят журавли, que literalment significa "Les grues volen") és un drama soviètic ambientat a la Segona Guerra Mundial i dirigit pel cineasta georgià Mikhaïl Kalatózov l'any 1957. El guió del film va ser escrit pel dramaturg rus Víktor Rózov, el qual va prendre la seva obra teatral Vius per sempre (Вечно живые, Vetxno jivie) -escrita el 1943- com a referència.
La pel·lícula va guanyar la Palma d'Or del Festival de Canes de 1958.
El títol original de la pel·lícula significa literalment Les grues volen. Això no obstant, sovint aquest títol no ha sigut respectat quan la pel·lícula ha sigut traduïda a altres llengües, on la grua ha sigut substituïda per la cigonya, probablement perquè és una au més popular o bé per a evitar malentesos. En francès, per exemple, el títol es va traduir per Quand passent les cigognes ("Quan passen les cigonyes"). El mateix passa amb la versió italiana, portuguesa o espanyola. En català, no consta que la pel·lícula hagi sigut traduïda.

## Argument
La història del film s'ubica a Moscou just a la vigília de l'agressió alemanya contra la Unió Soviètica el 1941. La jove parella d'enamorats Borís i Veronika -qui és anomenada Belka ("esquirol")- contempla el bucòlic vol de les cigonyes sobre la capital soviètica, poc abans de la declaració formal de la guerra. Després, Borís s'allista voluntàriament a l'exèrcit i marxa cap al front el dia de l'aniversari de Veronika, la qual no es pot acomiadar del seu amor i es queda sola i resignada amb un únic esquirol de peluix com a consolació, que Borís li ha regalat.
Durant un bombardeig a Moscou l'edifici de la família de Veronica és destruït per complet, provocant la mort dels seus pares. Fiódor Ivànovitx (el pare de Borís) acull aleshores a la desemparada Veronika, que s'instal·la al pis compartit també per l'àvia i els dos germans de Borís: el pianista Mark i Irina. Durant el transcurs d'un nou bombardeig de la Luftwaffe Veronika cedeix a la passió ardent de Mark, que la sedueix d'una manera oportunista en una confusa escena en la qual no queda clar si la jove arriba a ser violada o no. Per circumstàncies incertes però ben segur estretament relacionades amb el fets ocorreguts durant el bombardeig, Veronika accepta resignada de casar-se seguidament amb Mark. Paral·lelament, Borís és matat al front quan estava ajudant al seu camarada Volódia. Això no obstant, la seva mort resta ignorada per la família, la qual el considera desaparegut.
Abans que els nazis prenguin Moscou Fiódor Ivànovitx i la resta de la seva família són evacuats a Sibèria, on el cap de família passa a supervisar un llatzeret on treballen també Irina i Veronika. Quan un ferit de guerra confessa els seus ànims de suïcidi motivats per la gran decepció amb el seu amor, que durant la seva absència l'ha deixat per un altre, Veronika sucumbeix davant els seus forts remordiments i no dubta en suïcidar-se també, tot llançant-se contra el tren. Això no obstant, és un nen a punt de ser atropellat qui en el darrer instant fa canviar les seves intencions i Veronika acaba salvant a l'infant, a qui també adopta.
Encara sense notícies de Borís, l'harmonia de la llar s'esvaeix quan surt a la llum que Mark ha subornat el director de la filharmònica per tal d'alliberar-se d'anar al front. El covard fill que ha deshonrat a la família és expulsat de la llar abans que Volódia faci acta de presència anunciant la mort de Borís, fet que Veronika es nega a creure. És només acabada ja la guerra que Veronika accepta la defunció del seu promès, després que la trista notícia hagi estat confirmada per Stepan, un vell amic de Borís que apareix eufòric enmig d'una desfilada militar, tot celebrant la victòria soviètica i fent un discurs patriòtic i esperançador. La melancòlica i resignada Veronika reparteix entre els gloriosos soldats les flors que tenien a Borís per destinatari, mentre les pacífiques cigonyes volen de nou sobre Moscou.

## Contextualització històrica
Letiat juravlí va ser el segon film soviètic en guanyar la Palma d'Or del Festival de Canes, després del triomf l'any 1946 de Veliki perelom (Великий перелом, El punt d'inflexió o El canvi decisiu), dirigida pel cineasta Frídrikh Màrkovitx Érmler. La pel·lícula forma part del període cinematogràfic comprès entre la mort de Stalin el 1953 i la celebració del XX Congrés del PCUS el 1956. Altres clàssics del cinema soviètic d'aquesta època són Bal·lada o soldate (Баллада о солдате, La balada d'un soldat, 1959) de Grigori Naümovitx Txukhrai, Déviat dnei odnogó goda (Девять дней одного года, Nou dies d'un any, 1962) de Mikhaïl Romm i Ivànovo detstvo (Иваново детство, La infància d'Ivan, 1962) d'Andrei Tarkovski.
Amb Letiat juravlí el cinema soviètic es desmarca del marcat i estricte to patriòtic de les produccions precedents i mostra una història d'amor filmada amb un nou esperit, un fet possible gràcies al règim més obert de Nikita Khrusxov. Entre les destacades i innovadores escenes amb les quals compta el film destaquen les següents:
- El calm preàmbul a la vigília de la guerra en el qual Veronika i Borís s'expressen el seu recíproc amor.
- L'escena girant de Borís pujant les escales (una primícia tecnològica per a l'època).
- El moment quan Veronika -terroritzada pel bombardeig i sense forces- acaba cedint als propòsits de Mark, tot repetint la seva negació de manera incessant.
- L'escena al llatzeret on un ferit descobreix que ha sigut abandonat per la seva amant. El doctor s'adreça aleshores a tota la sala per condemnar el comportament covard de certs ciutadans, que no mereixen cap respecte per part dels nobles combatents.
- La mort de Borís, el qual en el darrer instant de la seva vida somia el seu futur amb Veronika.
- L'emotiva i desesperada escena final, en la qual Veronika diposita infructuosament la seva darrera esperança en el tren ple de soldats que retornen a casa, sense trobar a Borís.

## Detalls tècnics
El film Letiat juravlí de Kalatózov està fortament pregonat per l'excel·lent treball del càmera Serguei Urussevski (1908–1974), que aconsegueix dotar el film d'una gran expressivitat utilitzant, en part, una càmera portàtil. Kalatózov havia ja treballat anteriorment amb Urussevski el 1955, amb el rodatge de Pervi eixelon (Первый эшелон, El primer tren) i va continuar aquesta fructífera col·laboració amb els posteriors films Neotpràvlennoie pismó (Неотправленное письмо, La carta no enviada, 1959) i Ia – Kuba (Я – Куба, Sóc Cuba, 1964), malgrat que aquest darrer treball va ser llargament ignorat fins que Martin Scorsese i Francis Ford Coppola el van desenterrar de l'oblit els anys 1990. D'ençà que la pel·lícula ha passat a ser considerada un clàssic del cinema. Pel que fa al cineasta Urussevski, el seu estil va ser aviat batejat amb el nom de càmera emocional per part de la crítica.
Entre les proeses tècniques i els sumptuosos moviments de càmera que forneixen la pel·lícula destaca l'escena en la que Borís puja les escales, seguit per una fidel càmera que resta en tot moment a la seva altura i fa inclús un gir de 360 graus. Per fer possible el rodatge de l'escena l'operador va haver de portar la càmera penjat d'una corda, tot girant mentre ascendia.
Una altra memorable pla segueix a Veronika, asseguda a l'interior d'un tramvia en circulació. Ella s'aixeca per descendir, seguida de ben a prop per una càmera col·locada entre la gent que ha de fer un ràpid i esvelt travelling lateral per no perdre de vista a Veronika. Quan la protagonista arriba a la desfilada militar, la càmera s'eleva per mostrar a la jove corrent entre els tancs. Aquest pla-seqüència comença amb una càmera portàtil que segueix a Veronika dins del tramvia i continua aleshores amb un travelling al final del qual un operador enganxa la càmera a una grua que l'eleva fins a visualitzar la protagonista entre els tancs.

## Repartiment
- Tatiana Samóilova: Veronika
- Aleksei Batàlov: Borís
- Vassil Merkúriev: Fiódor Ivànovitx, el pare de Borís
- Aleksandr Xvorin: Mark
- Svetlana Kharitónova: Irina
- Konstantín Nikitin: Volódia
- Valentín Zubkov: Stepan
- Iekatérina Kupriànova: Anna Mikhàilovna
- Borís Kokovkin: Txernov
- Antonina Bogdànova: l'àvia de Borís i Irina

## Premis
A part de la Palma d'Or, la pel·lícula de Mikhaïl Kalatózov va guanyar també el premi Prix Vulcain de l'Artiste Technicien (anteriorment Grand prix technique) -un guardó atorgat per recompensar els mèrits tècnics d'un film- i l'excel·lent interpretació de l'actriu Tatiana Samóilova va ser lloada i va comptar amb una menció especial del jurat. A més, l'any 1959 l'actriu va guanyar el premi francès Étoile de Cristal per a la millor interpretació estrangera femenina.

### Resum del palmarès
- Palma d'Or al Festival de Canes de 1958, "pel seu humanisme, per la seva unitat i la seva gran qualitat artística".
- Grand prix technique del Festival de Canes.
- Menció especial del jurat del Canes a la interpretació de Tatiana Samóilova.
- Premi especial del primer festival cinematogràfic de l'URSS a Moscou.
- Premi del IX festival internacional de cinema obrer de Txecoslovàquia.
- Menció al primer festival anual de Vancouver.
- Diploma d'honor al festival de festivals a Mèxic.
- Premi Selznick al millor film estranger de l'any als EUA.
- Premi Étoile de Cristal per a la millor interpretació femenina estrangera.

## Música
L'any 1970, el compositor rus Arkadi Nésterov va compondre una òpera basada en aquesta obra.